# 埃雷拉 (聖地亞哥-德爾埃斯特羅省)

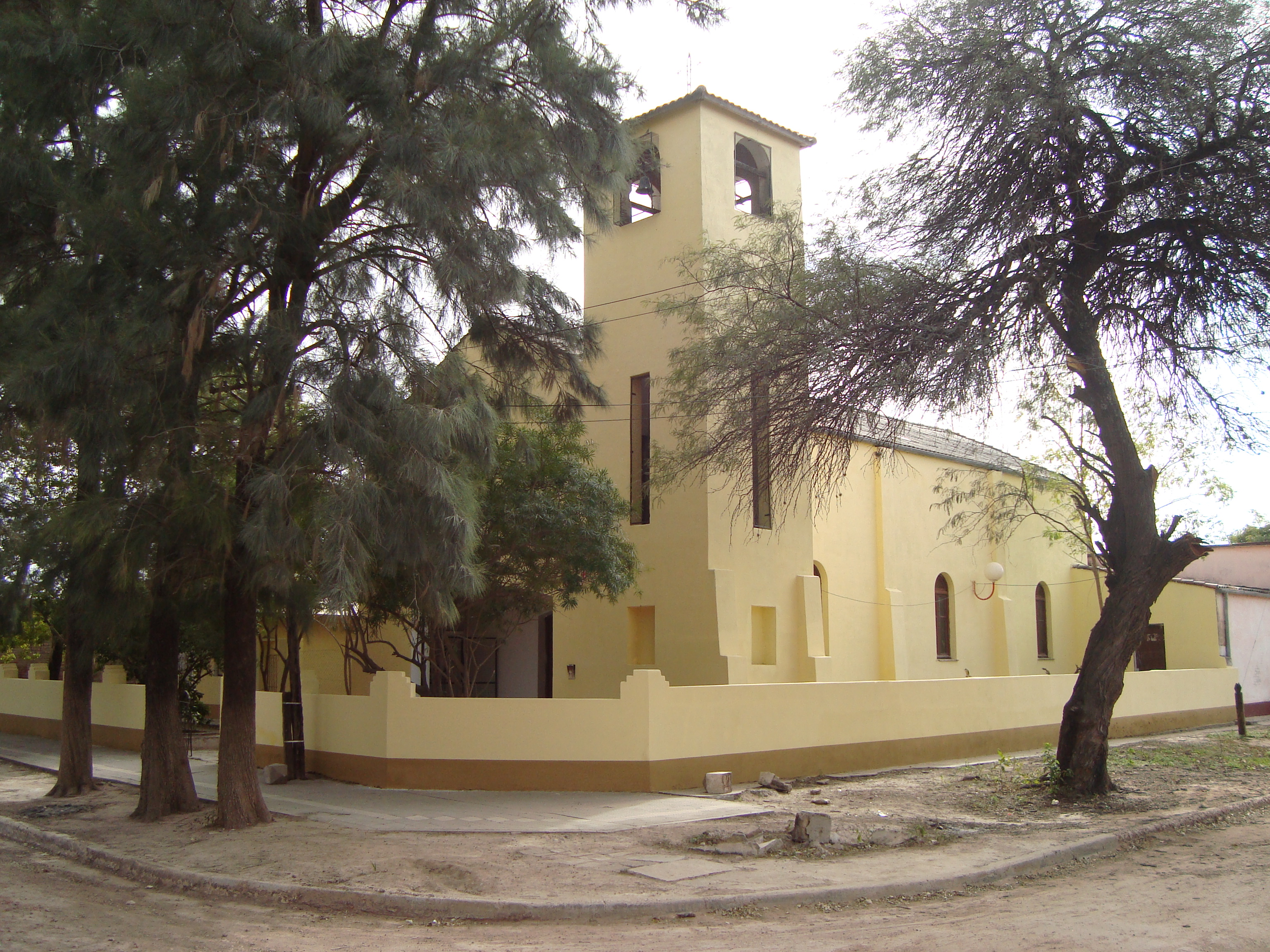
埃雷拉

埃雷拉（西班牙語：Herrera），是阿根廷的城鎮，位於該國北部聖地亞哥-德爾埃斯特羅省，是阿韋亞內達縣的首府，海拔高度102米，該地區的地震活動頻繁和低強度，2010年人口1,894。